# The Early Singles (Céline Dion)
The Early Singles è una compilation in lingua francese della cantante canadese Céline Dion, distribuita in alcuni paesi europei nel febbraio 2000. Contiene diciannove brani registrati tra il 1981 e il 1988, tra cui  titoli provenienti dall'album di debutto della Dion, Ce n'était qu'un rêve e L'amour viendra. The Early Singles include anche la canzone vincitrice dell'Eurovision Songcontest 1988, Ne partez pas sans moi e la sua versione strumentale.

## Antefatti e contenuti
The Early Singles include tutti i singoli e i loro B-side pubblicati in Francia negli anni '80, con l'eccezione di Incognito e la versione 12" di Je ne veux pas. Dopo molte compilation delle prime canzoni della Dion in lingua francese , The Early Singles è il primo album che include Ce n'était qu'un rêve, L'amour viendra e la versione strumentale di Ne partez pas sans moi. Più tardi, l'album fu ri-pubblicato come Les Hits. AllMusic diede all'album due stelle e mezzo su cinque.

## Tracce

### The Early Singles
1. Ce n'était qu'un rêve – 3:47 (Thérèse Dion, Céline Dion, Jacques Dion)
2. L'amour viendra – 4:20 (Eddy Marnay, Amerigo Cassella, Dario Baldan Bembo)
3. D'amour ou d'amitié – 4:00 (Marnay, Jean Pierre Lang, Roland Vincent)
4. Visa pour les beaux jours – 3:25 (Marnay, Christian Loigerot, Thierry Geoffroy)
5. Mon ami m'a quittée – 3:00 (Marnay, Loigerot, Geoffroy)
6. La dodo la do – 3:02 (Marnay, Christian Gaubert)
7. Ne me plaignez pas – 3:41 (Marnay, Steve Thompson)
8. Mon rêve de toujours – 4:19 (Marnay, Jean-Pierre Goussaud)
9. Les oiseaux du bonheur – 3:39 (Marnay, André Popp)
10. C'est pour vivre – 4:02 (Marnay, Popp)
11. Avec toi – 3:28 (Marnay, Loigerot, Geoffroy)
12. Billy – 3:05 (Marnay, Patrick Lemaitre)
13. En amour – 3:14 (Marnay, Loigerot, Geoffroy)
14. Je ne veux pas – 4:02 (Marnay, Romano Musumarra)
15. Comment t'aimer – 4:01 (Marnay, Musumarra)
16. La religieuse – 3:28 (Didier Barbelivien)
17. C'est pour toi – 4:02 (Marnay, François Orenn)
18. Ne partez pas sans moi – 3:08 (Nella Martinetti, Atilla Şereftuğ)
19. Ne partez pas sans moi (Instrumental) – 3:08 (Martinetti, Şereftuğ)